# Daniel Gadia
Daniel Bernan Reyes Gadia (* 3. Juli 1995 in Manila) ist ein philippinischer Fußballspieler, der hauptsächlich im zentralen Mittelfeld eingesetzt wird.

## Karriere

### Klub
Gadia spielte von 2013 bis 2016 für die Fighting Maroons, die Mannschaft der Universität der Philippinen. Gleichzeitig lief er auch noch für den UFL-Klub Pachanga Diliman FC auf, welcher sich 2015 auflöste. Ab 2016 spielte er für Meralco Manila. Später trat er mit dem Klub auch in der neuen Philippines Football League an, bevor sich Meralco Januar 2018 vom Spielbetrieb zurückzog und er so ohne Klub dastand. Kurzzeitig spielte er dann für Davao Aguilas, mit welchen er es ins Finale des PFL Cup 2018 schaffte und für diese u. a. am 25. Spieltag das Tor der Woche bei einem 2:0-Sieg über den Global Cebu FC erzielte. Für den Verlauf der Saison 2018 kam er beim Global FC unter und bekam bei diesem auch seine ersten Einsätze im AFC Cup der Saison 2018.
Anfang 2019 ging es für ihn weiter zu Stallion Laguna, wo er in der Spielzeit 2019 aktiv war. Nach der durch die COVID-19-Pandemie verschobenen Saison 2020 wurde er für die Folgesaison 2021 von Cebu FC verpflichtet. Da es zu dieser Saison aber nie kam, ging es für ihn bei seinem neuen Klub erst im November 2021 beim PFL Cup 2021 weiter. Seine ersten Ligaeinsätze folgten ab August 2022 mit dem Start der Spielrunde 2022/23. Hier reihte er sich auch gleich in die Top 10 der Torschützenliste am Ende der Spielzeit ein. Mit fünf Treffern reicht es hierbei für Platz neun, zudem bereitete er noch zwei weitere Treffer vor.

### Nationalmannschaft
Bei der AFF U-19 Championship 2013 nahm er mit der philippinischen U-19-Mannschaft teil. Nach weiteren Qualifikationsspielen kam er bei einem inoffiziellen Freundschaftsspiel zu seinem Debüt für die philippinische A-Nationalmannschaft. Wenige Monate später folgte sein Debüt bei einem offiziellen Freundschaftsspiel. Bei der 1:3-Niederlage gegen Bahrain wurde er in der 82. Minute für Phil Younghusband eingewechselt. Einen Monat später wurde er bei einem 1:0-Freundschaftsspielsieg über Kirgisistan in der 85. Minute erneut Younghusband eingewechselt.